# Awksientij Moszenski
Awksientij Leontjewicz Moszenski (ros. Авксентий Леонтьевич Мошенский, ur. 15 lutego?/27 lutego 1900 w Szpole, zm. 31 marca 1981 w Smoleńsku) – funkcjonariusz radzieckich organów bezpieczeństwa, generał major.

## Życiorys
Urodzony w ukraińskiej rodzinie chłopskiej, w 1914 skończył szkołę miejską w Szpole, od września 1920 do listopada 1922 służył w Armii Czerwonej, później pracował na roli. Od marca 1930 funkcjonariusz GPU w Złotopolu, od grudnia 1930 kandydat na członka, a od października 1937 członek WKP(b). Od stycznia 1931 do stycznia 1936 funkcjonariusz GPU/NKWD w Taraszczy, od lutego 1936 do stycznia 1938 pełnomocnik operacyjny punktu operacyjnego Wydziału Transportowego NKWD stanicy Korosteń, od 9 lutego 1936 młodszy porucznik bezpieczeństwa państwowego. Pracował w lokalnych wydziałach transportowych NKWD na kolei, od listopada 1939 do lipca 1941 zastępca szefa Wydziału Transportu Drogowego NKWD Kolei Zachodniej, 16 stycznia 1940 mianowany porucznikiem, a 22 października 1940 starszym porucznikiem bezpieczeństwa państwowego, od lipca do września 1941 szef Wydziału Specjalnego NKWD 44 Korpusu Piechoty, od 6 września do 10 października 1941 zastępca szefa Wydziału Transportowego NKWD Kolei Zachodniej we Wiaźmie. Od 10 października 1941 do września 1943 szef Wydziału Transportowego NKWD/NKGB Kolei Zachodniej w Moskwie, 11 lutego 1943 awansowany na podpułkownika bezpieczeństwa państwowego, a 11 września 1943 pułkownika bezpieczeństwa państwowego, od września 1943 do 1 października 1947 szef Wydziału Transportowego NKGB/MGB Kolei Zachodniej w Smoleńsku, 22 sierpnia 1944 mianowany komisarzem bezpieczeństwa państwowego, a 9 lipca 1945 generałem majorem, od 1 października 1947 do 20 czerwca 1950 zastępca szefa Zarządu Ochrony MGB Kolei Zachodniej.

## Odznaczenia
- Order Lenina (21 lipca 1942)
- Order Czerwonego Sztandaru (dwukrotnie - 31 sierpnia 1941 i 12 maja 1945)
- Order Wojny Ojczyźnianej I klasy (29 lipca 1945)
- Order Czerwonej Gwiazdy (3 listopada 1944)
- Odznaka "Zasłużony Funkcjonariusz NKWD" (27 kwietnia 1940)

I 4 medale.